# Страдомка (річка)
Страдомка (порт. Stradomka (dopływ Raby)) — гірська річка в Польщі, у Лімановському й Бохенському повіті Малопольського воєводства. Права притока Раби, (басейн Балтійського моря).

## Опис
Довжина річки 40 км, площа басейну водозбору 361,8 км². Формується притоками, безіменними струмками та частково каналізована.

## Розташування
Бере початок на північно-західних схилах гори Сніжниці (1006 м) (гміна Добра). Тече переважно на північний захід через Волю-Скшидлянську і у селі Страдомка впадає у річку Рабу, праву притоку Вісли.

## Притоки
- Тарнавка, Тшцянський Потік, Полянка (праві).

Населені пункти вздовж берегової смуги: Щижиць, Домб'є, Сава, Бочув, Лапанув, Верушиці, Воля-Верушицька, Хростова.